# Risnjak Nemzeti Park
A Risnjak Nemzeti Park (Nacionalni Park Risnjak) vagy Risnjak hegymasszívum Horvátország egyik nemzeti parkja.

## Fekvése
A Gorski kotarban fekvő hegység (1528 m), Fiumétól északra található.

## Leírása
A Risnjaki Nemzeti Parkot az UNESCO nyilvánította nemzetközi bioszférává. Nevét a hiúzról kapta, mely még ma is él ezen a vidéken.
A park természeti látnivalókban gazdag; sziklák, barlangok, botanikus kert is fellelhető ezen a vidéken.
A hegyek növény- és állatvilága igen gazdag, a ragadozók közül élnek itt még vadmacskák, farkasokok, medvék és a hegy névadói a hiúzok is.
A nemzeti park területén emelkedik az 1528 méter magas Velikij Risnjak, de itt található a világ tizedik legmélyebb barlangja, az 1355 méter mély Lukina Jama is.

## Galéria

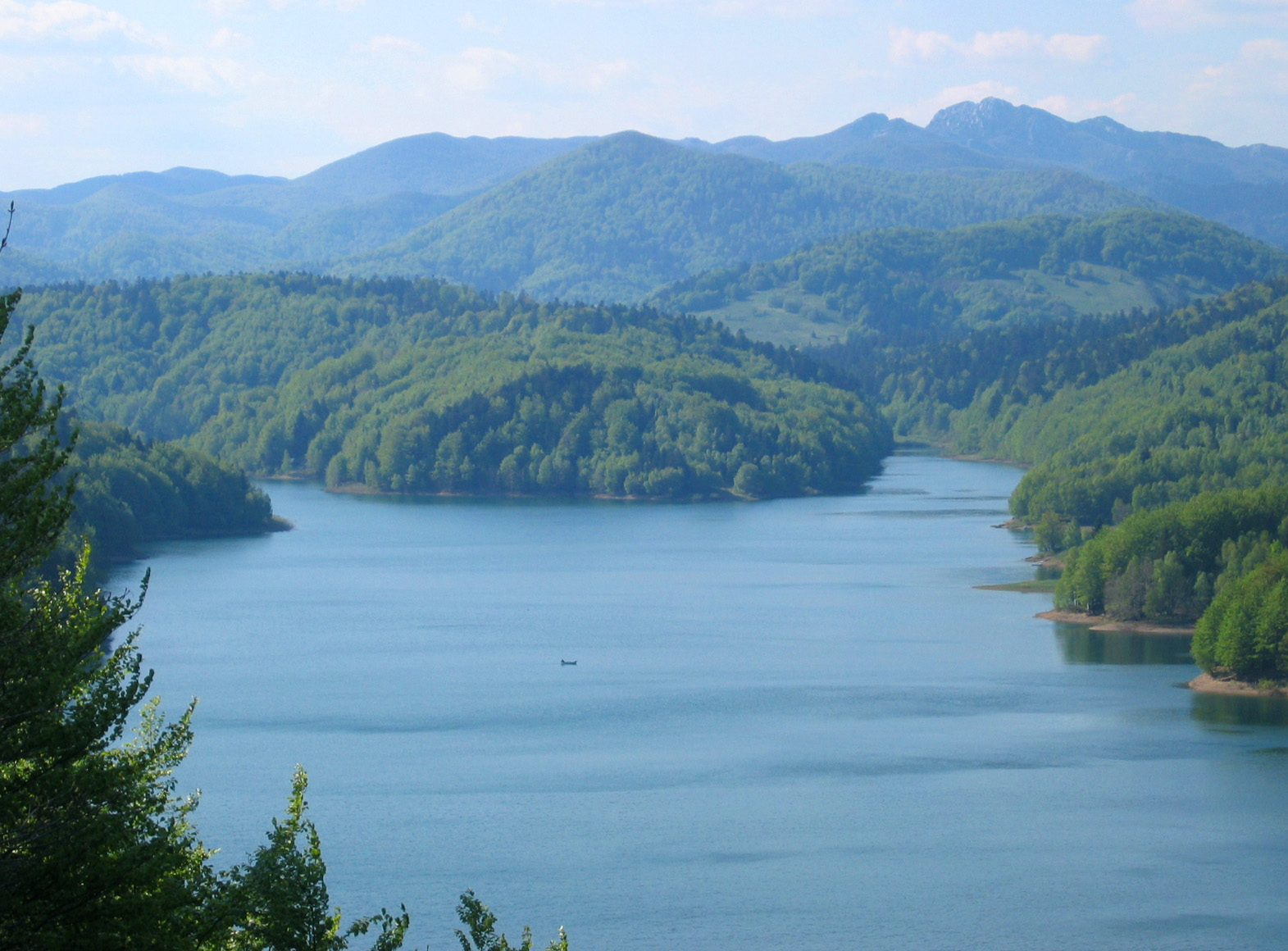
Lokvarsko tó
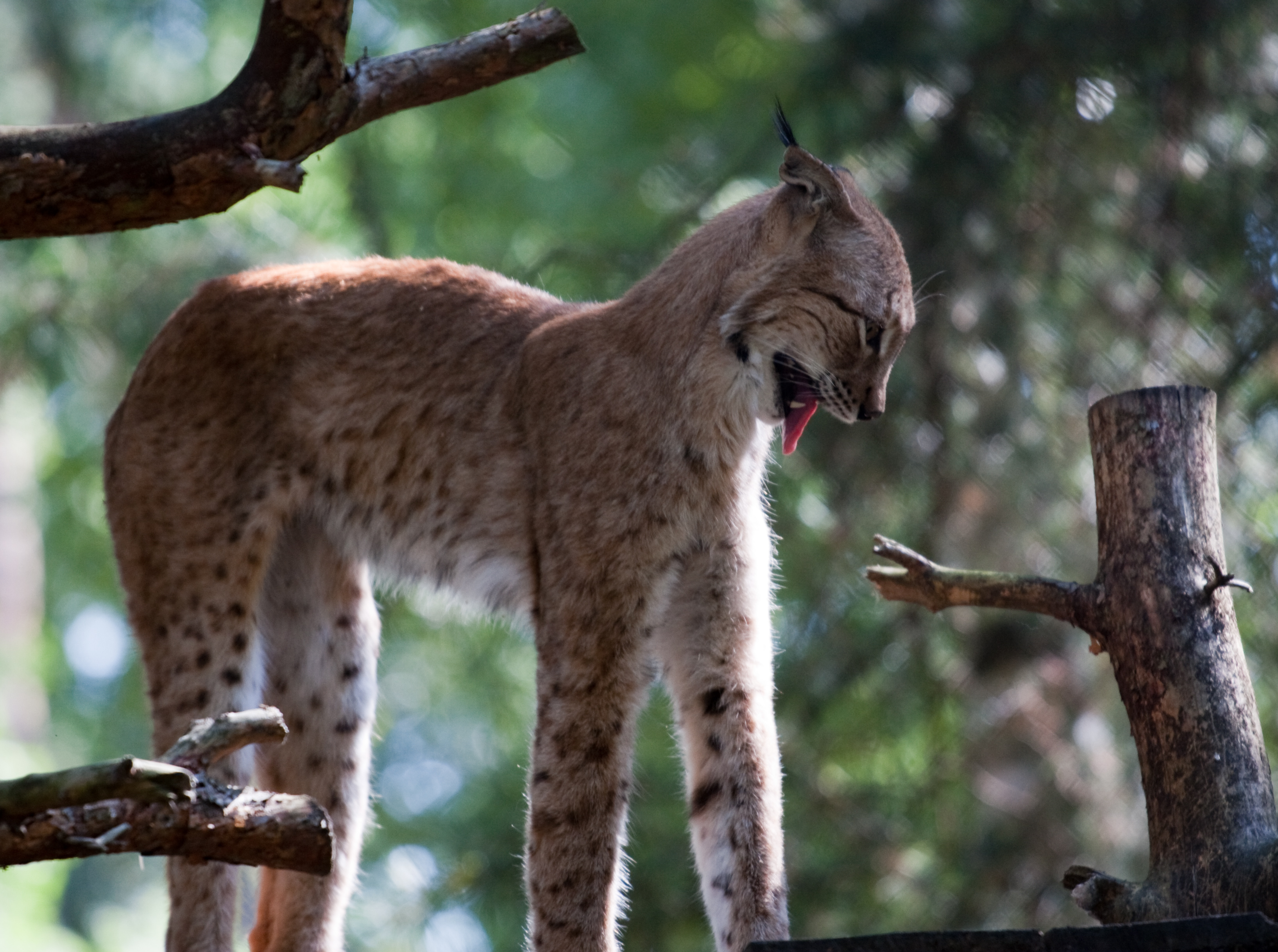
Hiúz, a park névadója